# Knockraheen 1
Knockraheen 1 ist ein Steinkreis im Townland Knockraheen (irisch Cnoc Ráithín – deutsch „Hügel des kleinen Ráths“), etwa 9,0 km nördlich von Macroom im County Cork in Irland.
Knockraheen 1 ist einer von nur 14 bekannten „Radial-stone circles“, „Radial-stone cairns“ oder „Radial cairns“. Die Gattung ist insbesondere im Südwesten der Insel (Countys Cork und Kerry) anzutreffen. Zur Gruppe gehören Steinkreise, deren Steine radial angeordnet sind und die im Zentrum stets einen Steinhügel besitzen. Weitere Beispiele sind die Kreise der Cairns von Kealkill und Knocknakilla.
Ein Großteil des Steinmaterials des Cairns von Knockraheen 1 ist auf der Nordseite noch in situ, während es im südlichen Teil gänzlich fehlt. Die Steine des Kreises von sieben Meter Durchmesser sind bis auf sieben 0,2 bis 0,5 m hohe Steine, nicht mehr vorhanden.
Knockraheen 1 liegt 23 m südöstlich eines Stein-Paares, eines Menhirs und 60 m von einem „Five-stone-circle“ von 4,1 auf 3,6 m Durchmesser, einem Steinkreis im benachbarten Townland Lackaduv (An Leaca Dhubh, „schwarzer Hang“). Diese Vergesellschaftungen sind häufig anzutreffen.